# 中馬采爾峰

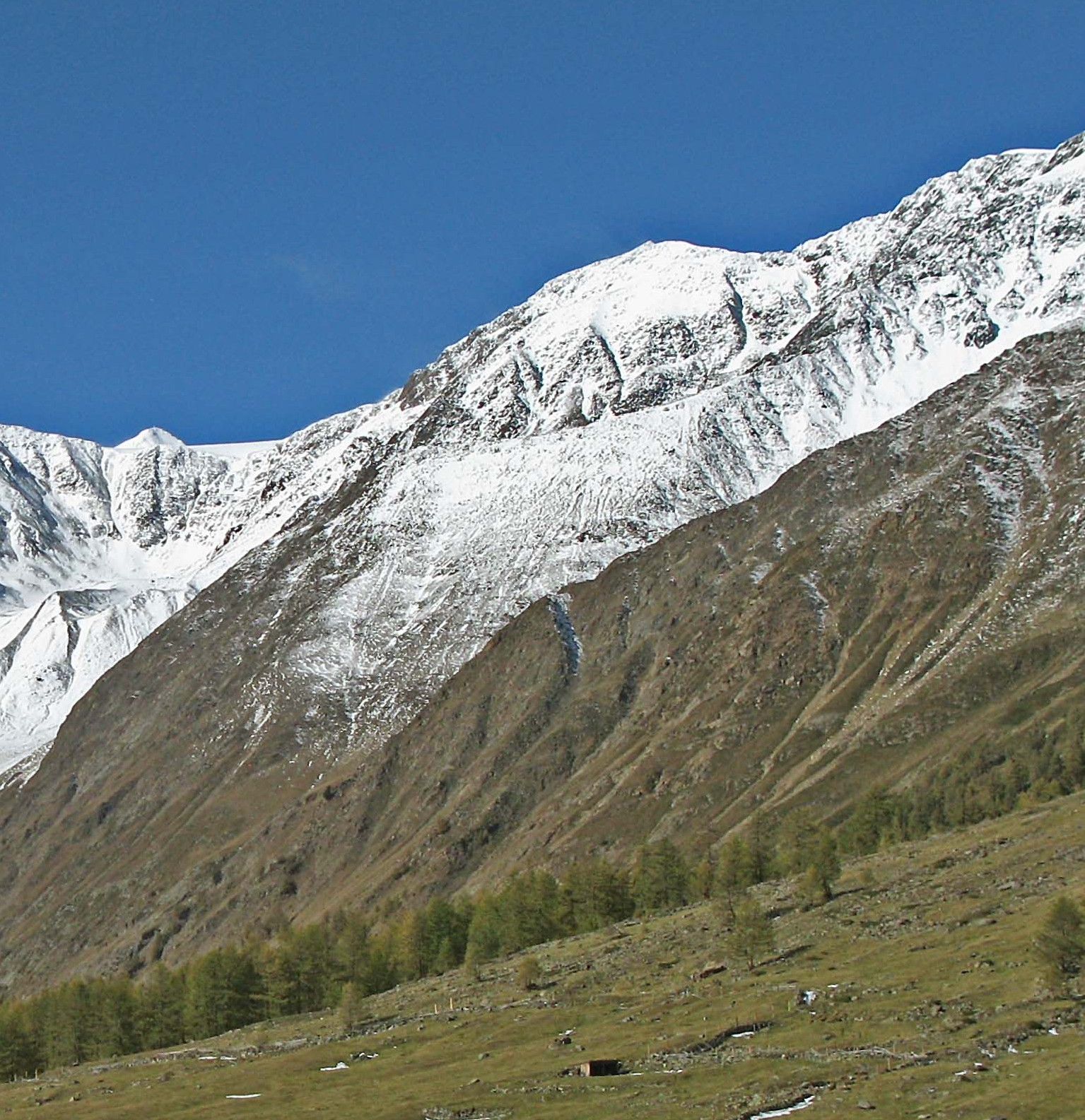

46°46′05″N 10°54′17″E / 46.767934°N 10.904753°E
中馬采爾峰（德語：Mittlere Marzellspitze），是中歐的山峰，位於奧地利和意大利接壤的邊境，屬於奧茨塔爾阿爾卑斯山脈的一部分，距離東馬采爾峰0.5公里，海拔高度3,532米，人類在1872年首次登頂。